# حیات‌آباد خلیفه
حیات‌آباد خلیفه، روستایی از توابع بخش تشان شهرستان بهبهان در استان خوزستان ایران است.

## جمعیت
این روستا در دهستان تشان شرقی قرار دارد و براساس سرشماری مرکز آمار ایران در سال ۱۳۸۵، جمعیت آن ۱۱۵ نفر (۲۳خانوار) بوده‌است.